# ХК ХПК
ХК Хеменлинан Палокерхо или скраћено ХПК (фин. Hämeenlinnan Pallokerho, HPK) професионални је фински клуб хокеја на леду из града Хеменлине. Тренутно се такмичи у елитној хокејашкој лиги Финске .
Своје домаће утакмице игра у дворани Ритарихали капацитета 5.360 места за хокејашке утакмице.
Клуб је основан 1929. године, а прву и једину титулу националног првака освојио је у сезони 2005/06. године. 

## Успеси
- См-лига: злато 2 пута (2005/06, 2018/19)
- СМ-лига: сребро 2 пута (1992/93, 2009/10)
- СМ-лига: бронза 8 пута (1990/91, 1996/97, 1998/99, 1999/00, 2001/02, 2002/03, 2004/05, 2006/07)